# 氨基甾体
氨基甾体（Aminosteroid）是一类结构相似的甾体，而這些甾体的甾体核基本上都被氨基取代。氨基甾体是神经肌肉阻断剂的成分之一，可以作为烟碱乙酰胆碱受体（nAChR）的竞争性拮抗剂，阻断神经系统中乙酰胆碱的信号传导。